# 聖ライセンス
『聖♡ライセンス』（セント ライセンス）は、飯田晴子による日本の少女漫画作品。角川書店発行の『ふぁんデラ』に1996年から2000年にかけて連載されたファンタジー作品。単行本全10巻、文庫版全7巻。
独特の節回しの独白があり、仏教の八正道やノアの方舟なども題材に取り入れるなど、少女漫画然としたイラストに反してやや哲学的なストーリー。 

## ストーリー
聖なる乙女の村に暮らす主人公―コーネリア・トレイスキャリー（コーニー）の元にある日、長く不在だった隣家のお姉さん―シンシア帰郷の報せが届く。俄かに活気付いた村に天駆けて現れたシンシアに驚くコーニーの前で、先導して来た7匹のユニコーンが皆たちまち青年に姿を変え、しかもその内の1人がシンシアの結婚相手だという。するとシンシアはコーニーに、「次はあなたの番よ」と木彫りの馬―聖ライセンスを手渡した。愛の女神の意志を地上に届ける代理人―聖なる乙女の修業を終えたシンシアに、天空の修行施設―ユニコーン宮殿（ユニ宮）で次代の乙女として修行する資格を持つ少女―純粋なる乙女となるべく、コーニーは証となる聖ライセンスを託されたのだ。程なくして近くの森で、コーニーは木陰にひたすら姿を隠しながら話し掛けてくる謎の声の主―ロビンと出逢う。ロビンはユニ宮からシンシアの帰郷に紛れて脱走したユニコーンとして、問題になっていたのだ。周囲がそっと見守る中、そうとは知らされないながらもコーニーは見事にロビンと心を通わせ、純粋なる乙女としてユニ宮に迎えられた。かくしてコーニーはユニ宮で、女神の愛を理解する―7つのカラーを光らせて聖なる乙女となるべく、多様な背景をもつユニコーン達と出逢い、交流を重ねて行く。 

## 登場人物
声はドラマCD版でのキャスト。

### 主人公
コーニー / コーネリア・トレイスキャリー
声 - 豊嶋真千子
年齢 - 14歳 / 血液型 - O型 / 身長 - 153cm
家族構成 - 父、母の3人家族
好きな色 - ホワイト / 好きな物 - 馬
本作の主人公。燃えるような赤毛に水色の瞳をした、オレンジユニコーン―スチュー曰く「フランス国旗のような娘」。おっとりした、やや臆病な箱入り娘。ロビンやグリーンユニコーン―ヘンリーにレッドユニコーン―アルといった人見知りの激しいタイプには、男性に免疫もないので勝手が分からず、よく翻弄されている。ロビンとの出逢いやクリスタルキーの扱いを間違うなど、ドジや異例続きのトラブルメーカーな面もある。ユニ宮では、来訪1日目にしてイエローユニコーン―スワンとカラーを光らせ、一躍有名人になってしまう。
出身地である聖なる乙女の村は、村人全てが聖なる乙女とユニコーンのカップルという、一部では半ば伝説と化している集落であり、コーニーの両親も例外ではない（詳細は作中用語の項目参照）。

### ユニコーン
ある日突然、額に1本の角を持つ馬になってしまった人間の男性。主に赤・紫・青・緑・黄・橙・ピンクの7色のどれかが馬型時の体毛となっており、それぞれが象徴する愛を乙女が理解した時、その色の光の柱を天に放つ“カラーを光らせる”という現象を起こす（詳細は作中用語の項目参照）。
ロビン＝レグリシアス
声 - 緑川光
年齢 - 19歳 / 血液型：A型 / 身長 - 178cm
家族構成 - 姉（愛の女神）
好きな色 - ピンク / 好きな物 - 小動物
カラーが象徴する愛：第2“聖なる思い”
愛の女神の弟として、ユニ宮では王子として扱われている美青年。その地位に反し、女神の教えに大いに疑問を抱いており、何かと反抗的な振る舞いをしては周囲を困らせている。誰に対しても尊大で高圧的。コーニーの全く人を疑わない無防備さを心配するあまり、独占欲も相俟って叱責やつんけんした態度を取ってしまうことも多い。片思いしていたシンシアの帰郷に、無断ながらも地上まで追い掛けた情熱家でもあり、その罰で一度は角が折れてしまう。しかしその地上行きをきっかけにコーニーと出逢い、ユニ宮へのお迎え役も務めた。耳を覆う長さのストレートヘア。表向きはピンクユニコーンとされているが、実は地上では絶滅したとされているホワイトユニコーンの最後の1人。
ジョバンニ＝バティスタ＝シドッティ
没年：47歳（166年 - 1715年）
ロビンの前身。江戸時代に日本へ秘密裏にやって来たキリスト教の宣教師だが、獄死している。
スワン＝ジェンピット
声 - 石田彰
年齢 - 18歳（1915年 - 1935年） / 血液型 - O型 / 身長 - 182cm
家族構成 - 父、母、姉の4人家族
好きな色 - 紫 / 好きなこと - ティータイム
カラーが象徴する愛：第7“聖なる祈り”
柔和な笑顔と人当たりの良さを備えた、イエローユニコーン。肩に掛かる金髪で、協調性に欠ける者ばかりのコーニーのユニコーン達の中で唯一、誰とも和やかに会話できる貴重な社交性の持ち主。とても母親想いな駆け出しの画家で、コーニーが訪れるイギリスのエディンバラにあるスワンの部屋も、アトリエを兼ねたもの。アルを探してユニコーンの町に迷い込んだコーニーを巡った騒動の最中、スワンに教えられた挨拶により、ユニ宮での生活第1日目にしてコーニーがカラーを光らせた最初のユニコーンとなる。コーニーをも癒すその優しさで、鏡の廊下からもコーニーを救い出した。
コーニーとの交流後、フランスで画家として大成するも生涯女性問題に悩まされ、20歳で他界と短命であったことがラストの略歴に記されている。読者人気も高く、学生時代のスワンが主人公の短編がコミックスに掲載されている。
アル / アルフレイン＝ホーク
声 - 松本保典
年齢 - 21歳（1942年 - ） / 血液型 - AB型 / 身長：197cm
好きな色 - ブルー / 好きなこと - 乗馬、子馬の飼育
カラーが象徴する愛 - 第4“聖なる役割”
モンゴルのウランバートルで馬の飼育を生業としている、長身のレッドユニコーン。生真面目な性格に加えていつも仏頂面で口数が少ないため、手先の器用さに反して人間関係には不器用。生まれながらに女嫌いの気があり、ずっとアルに想いを寄せている同族の女性―アイローの事も鬱陶しく思っている様子。それにより、初めてアルのゲル（テント）を訪れたコーニーに、入れ替わりに出て行ったアイローと勘違いして鉄皿を投げ付けて腕に怪我をさせてしまうという、散々な出逢いを果たす。
コーニーとの交流後、時代の流れにより遊牧民から放牧業へと移行はしたものの、引き続きモンゴルに暮らし、アイローとはユニ宮の事を話せるまでに仲睦まじい夫婦となったことがラストの略歴に記されている。
ヘンリー＝アン＝フォン＝ルーベント
声 - 菊池正美
年齢 - 16歳（1805年 - 1836年） / 血液型 - A型 / 身長 - 165cm
好きな色 - ライトブルー / 好きなこと - 骨董品の収集、オペラ
カラーが象徴する愛 - 第1“聖なる眼光”
イギリス人とドイツ人のハーフで、ハイデルベルクに住むドイツ貴族。幼い頃から病弱な上に、ユニコーンの病によりさらに衰弱しており、作中でも生死の境を彷徨うグリーンユニコーン。そのために女神への猜疑心が強く、メグやコーニーにすぐには心が開けず、ヘルダー男爵に惑わされてしまう。誇り高い性格から、病に衰えた小柄な体を恥じて、私室でも衣服を着崩すことはない。その神経質なまでの繊細さ、知性溢れる言動から、コーニーは敬意を表して「ミスター」と呼んでいる。先祖代々の狩猟の獲物である剥製が大量にコレクションされた部屋にはユニコーンのものもあり、乙女には恐怖の的。
コーニーとの交流後、20代後半で過労から寝たきり生活を余儀なくはされたものの、ドイツの未来や、国内初の鉄道の建設に大きく貢献した晩年が、ラストの略歴に記されている。
クリス＝ノーライアング＝ハポン
声 - 伊藤健太郎
年齢 - 23歳（1843年 - 1876年） / 血液型 - O型 / 身長 - 180cm
好きな色 - ウスベニ色 / 好きなこと - シャワー、ダンス
カラーが象徴する愛：第3“聖なる言葉”
長く髪を伸ばし、たおやかな容姿を持つパープルユニコーン。東方の血が入っている事から、所属するサーカスの団長により「ゲイシャオヤマ（情報量の少なさから混ざっているが女形の意）」という触れ込みで、ユニコーンに変身して芸を披露するショーを務めている。主にステージ衣装でもある着物を常に身に付け、興行のない時はクリスの身が安全な自室から、一般人が気軽に面会できるようになっている事から、告解室か人生相談の呈するようになる。相手次第でガラリと変えている口調だが、その実態は大雑把で豪快な明るいお調子者。スペインのある町で興行中、町の青年―エルナンドの激しい求愛に苦悩するが、コーニーの助力により救われる。その際に髪を切ってからはイメージを一新し、お笑いも担当するようになる。
コーニーとの交流後は、20代後半で既に死期を悟り、サーカス団を引退。アンダルシアにて焼き物の店を構え、少女を1人養女に迎えて過ごしたと、ラストの略歴に記されている。
ステュー / スチュアート＝R＝メイシェル
声 - 真殿光昭
年齢 - 25歳（1883年 - 1911年） / 血液型 - AB型 / 身長 - 195cm
好きな色 - オリーブグリーン / 好きなこと - 遺跡めぐり、観劇
カラーが象徴する愛 - 第6“聖なる精進”
金髪に金色の目の、ニューヨークに住むオレンジユニコーン。眼鏡を掛けた甘いマスクと、品のある落ち着いた立ち居振る舞いで、女性達の熱い視線を集める頭脳明晰なフェミニスト。ピンクと青の愛を残すのみとなったコーニーに、高星を紹介する。
情熱的なコーニーへの求愛を袖にされた後は、FBI工作員として数々の逸話を残したことがラストの略歴に記されている。
高星（カオシン） / フンリ皇子 / 乾隆帝
声 - 山口勝平
年齢 - 15歳（1721年 - 1798年） / 血液型 - B型 / 身長 - 170cm
好きな色 - 黄色 / 好きなこと - 筋トレ、国内散策
カラーが象徴する愛 - 第5“聖なる愛の生活”
燃えるような瞳をした中国―清の皇子でもあるブルーユニコーン。凄まじい集中力と根気で“気”を操る達人。だが、影武者をさせるのに宦官として潜り込ませた、瓜二つの顔立ちの少年―高晋（カオシン）を身代わりに置いて町を偵察するうちに感化され、コーニーの事も「乙女ちゃん」と呼ぶなど、かなり砕けた言葉遣い。ピンクと青の愛を残すのみとなったコーニーに、ステューの紹介で引き合わせられる。
豪奢な飾り爪と共にした求婚をコーニーに断られた後、父子二人三脚の治世は清の黄金時代となり、名君として称えられる。が、プライベートでは女難と呪殺に悩まされ、猜疑心に塗れた晩年であったとラストの略歴に記されている。
イワン / ウィリアン＝ビッヒテル＝アイールナー
スワンの友人の、優男風なイエローユニコーン。ユニコーンの町のバー―一角によく顔を出しており、カードゲームなどに興じている姿が描かれている。ドイツ出身のプレーボーイで女性の扱いには慣れているようだが、ホーと聖ライセンスを光らせる。
カルロス
ヘルダー男爵の屋敷で働いていた、いかついレッドユニコーン。顔の傷を気にして乙女を避けていたが、イワンと同じくホーと聖ライセンスを光らせる。 男爵の命令でヘンリーの命を狙った事もあったが、事件終結後はヘンリーの屋敷で働くようになる。忠誠心に熱い。
ヘルダー男爵
カルロスを従え、女神の教えに異を唱えるユニコーン。同じように女神に懐疑的なヘンリーに近付く。しかしあまりに過激な反逆行為の数々にヘンリーも恐れをなし、離別。やがて、非業の死を遂げる。
ナユタ
アルの元で暮らす、小さなホワイトユニコーン。アルの危機を感じ、鏡の廊下を通ってユニ宮に勝手に入り込みコーニーをモンゴルへと導く。が、乙女を導くため、女神の意向を受けてアルへその身体を貸す（命を差し出す）役目を担う。
アンディ
声 - 岡村明美
ドラマCDオリジナルのキャラクター。町の花屋の少年で、道に迷っていた所をコーニーに拾われるが、家を探して森にまで迷い込んでしまう。

### 純粋なる乙女
あらゆる国・時代から集まった、聖なる乙女候補の少女たち。ユニ宮にある聖なる乙女の寮で、普段と変わらぬ生活を送りながら、修行に励んでいる。
パティ / パトリシア・アイスタン
年齢 - 14歳 / 身長 - 157cm
コーニーの一番の仲良し。フランス出身で、ウェーブヘアの豊かな黒髪をしている。普段はおっとりとして大人しい控えめな優等生だが、イッチュンの姉の布屋―カグニャンとはそりが合わないらしく、喧嘩になってしまう。いい子の自分に自覚的であったり、コーニーへ寂しさや劣等感を素直に吐露したりと、ある意味では一番リアルな少女。
メグ・ハワード
年齢 - 17歳 / 身長 - 174cm
家族構成 - 6人兄妹
クールで長身の、ショートカットの少女。一見つんけんした雰囲気だが、一度知り合えば面倒見の良い誠実な人柄。妹2人―ホーとチェルシーも乙女候補として、作中で登場する。番外編で柔らかな長髪をあっさり切ってしまったくだりなど見るに、合理主義。コーニーの訪問前から既にヘンリーの元を訪れており、危篤の際にはコーニーと共にその枕元へ駆け付けた。ユニコーンの剥製を恐れ、実はこっそり吐いていた時期もあるが、誰にも告げずにヘンリーを訪ね続けるなど、やや意地っ張りでもある。
チェルシー / チェル / チェルスティーナ・ハワード
年齢 - 12歳 / 家族構成 - 6人兄妹
カールした髪に人形のように愛くるしい顔立ちをした、メグとホーの妹。メグの祈りでメグの聖ライセンスが反応し、聖ライセンスを譲られることなくユニ宮へとやって来た異例中の異例。子供らしく自分に正直で、何でもはっきりと考えを言う。 背伸びしたい年頃で好奇心も旺盛であり、ユニ宮をあちこちうろついて迷子になるという騒動を起こす。何かと突っかかっていたコーニーに、迷い込んだ鏡の廊下で助けられた際にとうとう自分の聖ライセンスを手に入れるが、まず地上で経験を積む事を選んで帰還していく。エピローグでは、2年後のチェルシーがユニ宮を目指し、聖なる乙女の村を訪れている。
ホー / ホスティーナ・ハワード
年齢 - 13歳 / 家族構成 - 6人兄妹
物静かで線の細い、メグの妹でチェルシーの姉。チェルシーと入れ替わりにユニ宮へ来て、お迎えを務めたイワンといきなり聖ライセンスを光らせる。病弱で、寮生活中も殆どの時間を寝て過ごす。ショートカットのごく大人しい少女だが、その後も短期間で7つ全てのカラーを光らせて聖なる乙女となり、コーニーと共に地上への帰路に着く。
ロシィ・マスキンス
年齢 - 18歳
アメリカ出身で、コーニー入寮時の最年長者。寮でのパンツルックなど、ゆったりとしたウェーブヘアの女性的な容姿とは逆に、快活でさっぱりとした気性の持ち主。
ジェシカ・ルコント
年齢 - 16歳
スイス出身で、顔がそっくりな妹―サムの姉。二人共さっぱとした性格で、寮の部屋も同室。
サム / サマンサ・ルコント
年齢 - 15歳
ジェシカの妹。二人共さっぱとした性格だが、さらにサムは考えをはっきりと口に出すタイプ。

### その他
アインガンクアウスガンク
声 - 小杉十郎太
身長 - ユニ宮内の扉の番人として、様々なドアとして現れる為、その都度変化
鏡の廊下を始め、この世界の扉という扉、鏡という鏡を往来できる番人。いかめしい顔で口煩いが、ロビンやコーニーの事をとても気にしており、時にコーニーに的確なアドバイスもする。コーニーとは親しみを込めて「おじさま」「お嬢」と呼び合う仲だが、ステューには「ミスタードアマン」と呼ばれて都合良く呼び出されたりと、適当に使われてしまうこともままある。
メギー女史 / メギーフリー＝ブリリアント＝プリンシフル
無愛想で厳格な、聖なる乙女の寮の寮長。とても公正な人物で、乙女として必要な知識を教授したり、女神からの言葉の伝言役も務める。右の鼻の下にホクロがあり、常に眼鏡にお団子頭。
チャイム
乙女の寮で乙女達を世話する、元気で朗らかなお団子頭のメイドのおばさん。実は本物のカナリヤ。地上と乙女との電話代わりとなる対の鳥―ツインバードを育てる名人で、教育係でもある。
イッチュン / イッチュンラット
声 - 氷上恭子
天空の図書館の司書であり、水路のようになった館内は小船での移動になるため、船頭でもある少年。尖った耳と箒のような尻尾の可愛らしい容姿だが、男道に憧れており、仕事熱心。女神に地上から金魚掬いして貰い、カグニャンとユニ宮に住みながら、人として生まれ変わる日を心待ちにしている。「や」が言えず「コーニーちゅん」になってしまったり、語尾が「チュ」である事をよくロビンにからかわれ、度々おもちゃにされている。
カグニャン
乙女の町で布屋を営む、イッチュンの姉。同じく耳と尻尾が付いているが、ハキハキとしたやや気の強い性格。パティの態度が鼻につくと、一時は喧嘩になってしまう。
愛の女神
声 - 井上喜久子
家族構成 - 弟（ロビン）
緩くウェーブした、長い黒髪の美女。大地を司り、乙女やユニコーンを大きな愛で見守りながら、導いている。乙女達への謁見の習慣はないのか、コーニーがユニ宮の花園で出会った際、女神だとは気付いていない様子。
高晋（カオシン）
紫禁城で高星に使える、オネエ言葉の少年。表向きは宦官だが、高星に顔が瓜二つであることから影武者が主な役目であり、実は正式な宦官ではない。高星の外出時の身代わりも務めている。男らしさに欠ける自分へのコンプレックスからか高星をとても尊敬しており、いつも気遣っている。気弱だが優しく、ユニコーンではないにも関わらずコーニーが見えるという、純粋な心の持ち主。しかしユニコーンと乙女については完全に理解しておらず、聖ライセンスの事を犬だと思っていたり、コーニーの名を間違えて「コーヒーちゃん」と呼んでいるなど、ややズレた所がある。

## 作中用語
ユニコーン
女神の愛によって生かされていると言われる聖獣。基本的には遺伝ではなく突然変異であり、人型にも馬型にも本人の任意で変身は可能。が、ユニコーンとなって以降は病弱になったり、一定の悪意と接しただけで衰弱するなど短命の原因になることが多く、全時代にわたり治療手段がないため、一部ではユニコーンになることを病や呪いにカテゴライズしている。その救いとして皆、ユニコーンになった意味を全うさせてくれる乙女の来訪を待ち侘びている。しかしあらゆる時代・国に無数に存在し、自らの生活を送りながら時に扉の番人―アインガンク・アウスガンクによりそれらを越えてユニ宮内のユニコーンの交流地―ユニコーンの町で無聊を囲つユニコーン達と乙女との遭遇率は低く、出会えぬままに亡くなるユニコーンも増えている。以前はホワイト・ユニコーンが存在したが、そのあまりの純粋さから、地上では既に絶滅したとされている。
聖なる乙女 / 純粋なる乙女
天空のユニ宮で修行を積み、女神の意志を体現できるようになった女性。女神の意志を地上に届ける代理人として、祈りによって様々な奇跡を起こすが、具体的な仕事内容は明らかにされていない。また、奇跡を起こすのはあくまで女神であり、乙女自身がその力を持つと自認するのは慢心であるらしい。候補生である純粋なる乙女達はユニ宮で、ユニコーンを始めとした色々な人達と触れ合い、様々な事象を体験しながら、日々聖なる乙女を目指して寮生活を送っている。国籍・時代を問わず色んな少女が集められているが、近年では何故か純粋なる乙女と認められる者が減少している。
聖ライセンス
首に大きなベルを付けた、手乗りサイズの木彫りの馬。聖なる乙女から譲られる、純粋なる乙女の証。乙女がカラーをクリアする度にそのカラーがたてがみと尻尾に追加され、修行の進行度を示す。非常時には女神の司令を受けて乙女の案内をしたり、乙女がカラーを光らせた時などには空を飛ぶなど、本当の馬のような動きをする。具体的なメカニズムは作中で明かされておらず、女神の愛により動いている、とだけされている。
聖なる乙女の村
村人全てが聖なる乙女とユニコーンのカップルという、ヘンリーの時代の書籍では既に、半ば伝説と化しているコーニーの出身地。ユニ宮と地上を繋ぐ中継点でもあり、村外出身の純粋なる乙女でも、ユニ宮への送迎はこの村で主に行われている様子（少なくともチェルシーを始め、数人の乙女の発言からそう取れる）。
コーニーがシンシアとの再会まで、ユニ宮と村の繋がりや乙女などに関する知識が一切なく、ユニ宮へ赴く事が決まるまで知らされないという村の風習なのか、コーニーの家庭が単にそうだったのかは不明。また、時代を超越して出会っている乙女とユニコーンのカップルの結婚が、どうやって成立しているのかも明かされてはいない。
ユニ宮 / ユニコーン宮殿
女神の住処であり、乙女達の修行の場。宮殿の中は無限に広く、寮や買い物に不自由のない町、中央に菩提樹が生えている湖に空庭園や森など、一通りの施設が揃っている。時代や国籍・距離も超える、不思議な空間。
時の扉・鏡の部屋
ユニコーン達と乙女が出会うための施設。大広間の奥には巨大な扉―時の扉が聳え、その前にはガラス細工のようなユニコーンの彫像が見渡す限り並んでいる。彫像はユニコーンの数だけ存在し、そのためにどれ1つとして同じデザインのものはない。角の部分は取り外し可能な鍵―クリスタルキーとなっており、ここでキーを選んで鏡の部屋に進めば、乙女はユニコーンそれぞれの部屋を訪れることができる。しかし当初のコーニーやチェルシーのように、キーを取らずに部屋に足を踏み入れると自分の本性の幻覚などに惑わされ、自力では出られなくなってしまう。
聖なる乙女の寮・乙女の町
乙女としてやって来た少女達の寄宿舎。乙女たちは基本的には掃除・洗濯・洋服作り・畑仕事など、地上とほぼ変わらない日々を送りつつ、7つの愛などについて勉強をしている。それ以外の用事は、カグニャンの布屋もある乙女の町で大概事足りるようになっている。
ユニコーンの町
あらゆる場所から時代を超え、様々なユニコーンが集う憩いの場。ただしユニコーンにとってのであり、アルを探してコーニーは立ち入り、スワンとカラーを光らせたが、基本的に乙女の侵入は禁止されている。乙女の町同様、動物の耳や尻尾を持った住人が営む商店が立ち並び、作中によく登場するバー 一角もマスターは猫。
迷いの森
乙女の町に行く途中の小道から行ける青い森だが、進入禁止区域。この森の門の番人は、ロビンが務めている。

## CD
1999年9月22日にパイオニアLDCから「CDドラマ 聖♡ライセンス Hide＆Seek」のタイトルで発売。寮に帰らないコーニーを探してユニコーン達が奔走する。全4話。さらに、ロビンにからかわれるイッチュンのショートストーリーがおまけで付属。また、初回特典では作者未発表のイラスト集が封入。

## 書籍情報
飯田晴子 『聖♡ライセンス』 角川書店〈あすかコミックスDX〉 全10巻
1. 1996年10月30日発行、ISBN 978-4-04-852751-4
2. 1997年4月7日発行、ISBN 978-4-04-852789-7
3. 1997年9月29日発行、ISBN 978-4-04-852865-8
4. 1998年4月28日発行、ISBN 978-4-04-852919-8
5. 1998年8月28日発行、ISBN 978-4-04-852987-7
6. 1999年1月7日発行、ISBN 978-4-04-853037-8
7. 1999年4月30日発行、ISBN 978-4-04-853080-4
8. 1999年9月24日発行、ISBN 978-4-04-853121-4
9. 2000年2月28日発行、ISBN 978-4-04-853183-2
10. 2000年10月30日発行、ISBN 978-4-04-853259-4

飯田晴子 『聖♡ライセンス』 ホーム社〈ホーム社漫画文庫〉 全7巻
1. 2009年10月16日発行、ISBN 978-4-83-427450-9
2. 2009年10月16日発行、ISBN 978-4-83-427451-6
3. 2009年11月18日発行、ISBN 978-4-83-427452-3
4. 2009年11月18日発行、ISBN 978-4-83-427453-0
5. 2009年12月15日発行、ISBN 978-4-83-427454-7
6. 2009年12月15日発行、ISBN 978-4-83-427460-8
7. 2010年1月19日発行、ISBN 978-4-83-427461-5